# 中野聖子
中野 聖子（なかの せいこ、1952年8月2日 - ）は、日本の元声優。広島県出身。

## 略歴
東映オーディオタレントスクール第1期生。
現役時代は青二プロダクション、81プロデュースに所属し、1990年代前半に引退したとされている。

## 人物
趣味は料理、洋服をつくること。

## 後任
中野の引退後、持ち役を引き継いだ声優は以下の通り。
- 鉄炮塚葉子 - 劇場版『Dr.スランプ アラレちゃん』シリーズ：ガッちゃん
- 坂本千夏 - 『それいけ!アンパンマン』：ユッキーのお母さん
- 佐久間レイ→滝沢ロコ - 『それいけ!アンパンマン』 : みみせんせい
- 西原久美子 - 2007年の『Dr.マシリト アバレちゃん』以降の各種メディア作品：ガッちゃん

## 出演

### テレビアニメ
1974年
- 昆虫物語 新みなしごハッチ（カムリの母）

1975年
- 一休さん（哲梅）

1976年
- キャンディ・キャンディ（ドロシー）

1977年
- 女王陛下のプティアンジェ（フランク）

1978年
- 宇宙海賊キャプテンハーロック（1978年 - 1979年、イカル、侍女A）
- 銀河鉄道999（1978年 - 1981年、子供、赤ん坊、アーク、少年）
- 新・エースをねらえ!（萩まちこ）
- はいからさんが通る（女学生B 他）
- 魔女っ子チックル（重雄、別の女性、男の子）
- 無敵鋼人ダイターン3（女の子A）

1979年
- 円卓の騎士物語 燃えろアーサー（少年）
- こぐまのミーシャ（四つ子〈初代〉）
- サイボーグ009（少年、弟、リトル）
- 新巨人の星II
- 日本名作童話シリーズ 赤い鳥のこころ
- 花の子ルンルン（子供）
- ルパン三世 (TV第2シリーズ)（1979年 - 1980年）

1980年
- あしたのジョー2（1980年 - 1981年）
- 宇宙戦艦ヤマトIII（京塚ミヤコ）
- がんばれ元気（のぼる、看護婦）
- ずっこけナイトドンデラマンチャ（女）
- ドラえもん（テレビ朝日版第1期）
- ニルスのふしぎな旅（1980年 - 1981年、児童A、オーサ、花々 他）
- 魔法少女ララベル
- まんがことわざ事典（カッコ）
- 燃えろアーサー 白馬の王子（マリア、侍女、母、女忍者）
- 若草物語（婦人A）

1981年
- タイガーマスク二世（リーダーの女友達、ピート）
- 釣りキチ三平（主婦C、キリ子）
- Dr.スランプ アラレちゃん（1981年 - 1986年、ガッちゃん、空豆ピースケ〈代役〉、ロクロククビ、妻、ワニ 他）
- ハニーハニーのすてきな冒険
- ハロー!サンディベル（エバ、ギルバート夫人、ルース 他）
- フーセンのドラ太郎（イシ）
- めちゃっこドタコン（団ミチル）
- ワンワン三銃士（子供）

1982年
- あさりちゃん（秋山くん、人魚、ハンサム、子犬、ママ、おりこう、女医）
- アンドロメダ・ストーリーズ（女性ナレーター）
- The・かぼちゃワイン（聖子）
- 新みつばちマーヤの冒険（チビアリ）
- 新・ど根性ガエル
- ときめきトゥナイト（大巨人の子供）
- Dr.スランプアラレちゃん ペンギン村英雄伝説（ガッちゃん）
- とんでモン・ペ（のぞみ）
- パタリロ!（スーパーキャット）
- 魔法のプリンセス ミンキーモモ（王子、ペペ、シド、ミミア）
- 野生のさけび
- わが青春のアルカディア 無限軌道SSX（ニセ ラ・ミーメ）

1983年
- 愛してナイト（えい子、久美子、アナウンサー、女店員、女の子A、母親）
- アルプス物語 わたしのアンネット（マリアン）
- イタダキマン（女の子）
- キャプテン
- ストップ!! ひばりくん!（花園かおり、パンサー横畑）
- 特装機兵ドルバック（ミャーン）
- ナイン2 恋人宣言（アナウンサー）
- プラレス3四郎（ちらし）
- ピュア島の仲間たち
- 魔法の天使クリィミーマミ（1983年 - 1984年、ピノピノ〈2代目〉 他）
- まんが日本史（男の子）

1984年
- キン肉マン（ローラ）
- Gu-Guガンモ（パンツ）
- ふしぎなコアラブリンキー（ブルーベリー、ポピー、主婦）
- 夢戦士ウイングマン（1984年 - 1985年、女店員、久美子）
- よろしくメカドック（須賀六狼Aの弟）

1985年
- 悪魔島のプリンス 三つ目がとおる（女生徒）
- ゲゲゲの鬼太郎（第3作）（1985年 - 1987年、ツネ子、府中、若杉先生の母、和夫、淳一、呼子、ツトム、凡太、友彦 他）
- 小公女セーラ（ジェシー〈初代〉）

1986年
- ドラゴンボール（母親、おばさん）
- ハイスクール!奇面組（1986年 - 1987年、アナウンサー、仁の母）
- メイプルタウン物語（ジェニー・リスモンド、マリアーノ・パヴロ）
- ワンダービートS（佐々木ユリヤ）

1987年
- きまぐれオレンジ☆ロード（女教師）
- シティーハンター（京子）
- 新メイプルタウン物語 パームタウン編（メリーベス、ホワイト夫人）
- 聖闘士星矢（王虎〈少年時代〉）

1988年
- それいけ!アンパンマン（みみせんせい〈4代目〉、火の玉こぞうのお母さん〈初代〉、ユッキーのお母さん〈初代〉）
- のらくろクン（松本ちぐさ、女ドロボー）

1989年
- エスパー魔美（浩一）
- 昆虫物語 みなしごハッチ（マリー、アロン、母）

1990年
- 江戸っ子ボーイ がってん太助（太助の母）
- 美味しんぼ（明日香まゆみ）
- 帰って来たDr.スランプ アラレちゃん（ガッちゃん）
- 魔法のエンジェルスイートミント（母親）

### 劇場アニメ
1979年
- エースをねらえ!（劇場版）（萩まちこ）

1980年
- 火の鳥2772 愛のコスモゾーン

1981年
- シリウスの伝説（火の子達）
- 世界名作童話 白鳥の湖（フランシーヌ）
- Dr.スランプ アラレちゃん ハロー!不思議島（ガッちゃん）
- 夏への扉（娘D）

1982年
- あさりちゃん 愛のメルヘン少女（侍女）
- Dr.SLUMP “ほよよ!”宇宙大冒険（ガッちゃん）
- 浮浪雲（お琴）
- わが青春のアルカディア

1983年
- Dr.スランプ アラレちゃん ほよよ!世界一周大レース（ガッちゃん）
- はだしのゲン（英子）
- パタリロ! スターダスト計画

1984年
- The・かぼちゃワイン ニタの愛情物語（聖子）
- Dr.スランプ アラレちゃん ほよよ!ナナバ城の秘宝（ガッちゃんズ）
- パパママバイバイ（お花のおばさん）

1985年
- 戦国魔神ゴーショーグン 時の異邦人（博物館員）
- Dr.スランプ アラレちゃん ほよよ!夢の都メカポリス（ガッちゃんズ）

1986年
- はだしのゲン2

1988年
- 銀河英雄伝説 わが征くは星の大海（ビジョン）
- ドラゴンボール 摩訶不思議大冒険（ガッちゃん）

1989年
- NEMO/ニモ（婦人）

### OVA
1984年
- 魔法の天使クリィミーマミ 永遠のワンスモア（ピノピノ）

1985年
- 魔法のプリンセス ミンキーモモ 夢の中の輪舞（ペペ）

1986年
- アイ・シティ（S）
- 装鬼兵M.D.ガイスト（メンバー）
- デルパワーX 爆発みらくる元気!!（羽根木弓恵）
- 夢次元ハンターファンドラ（ヘルキャッツ）

1987年
- 超獣機神ダンクーガ GOD BLESS DANCOUGA（雅人の母）
- 火の鳥 ヤマト編
- 妖獣都市（滝の同僚A）

1989年
- 紅い牙 ブルー・ソネット（岡野）
- 華星夜曲（ビストロのママ）
- 銀河英雄伝説

1990年
- ひとりぼっちの宇宙戦争（太郎の母）
- 八神くんの家庭の事情

### ゲーム
- コズミック・ファンタジー 冒険少年ユウ（1990年、ニャン、ローザ）
- コズミックファンタジー ストーリーズ（1993年、ニャン、ピック、ローザ）
- コズミック・ファンタジー ビジュアル集（1993年、ニャン、ピック）

### 吹き替え
- ウォーターシップダウンのうさぎたち（ピプキン）
- ガンマン無頼（マクレオド〈ホセ・グアルディオラ〉）※テレビ東京版（DVD収録）
- バットマン ※ソフト版
- 私を助けて/吹雪が恐怖を運んでくる・人妻監禁事件（キャスリーン〈シアン・バーバラ・アレン〉）

### テレビドラマ
- はぐれ刑事純情派 第1シリーズ 第6話「安浦刑事逮捕さる!」（1988年）